# 成龙的特技
成龙的特技（英语：Jackie Chan: My Stunts）是一部讲述成龙在各部出演电影中如何利用特技效果的纪录片。由成龍現身說法，親自剖析他在眾多影片中如何利用特技效果。還有一些道具，譬如：勁力粉末、糖膠玻璃等等。

## 演员表

### 主要演員
| 演 員           | 角 色 | 備 註            |
| 成 龍           | 本人  |                  |
| 元 彪           | 本人  | （在師弟出馬中） |
| 火 星           | 本人  |                  |
| 盧惠光          | 本人  |                  |
| 罗恩·斯穆安伯格 | 本人  | （在我是谁中）   |
| Kwan Yung       | 本人  | （在我是谁中）   |
| Brad Allan      | 本人  |                  |
| Paul Andreovski | 本人  |                  |
| Anthony Carpio  | 本人  |                  |

## 外部連結
- 互联网电影数据库（IMDb）上《成龙的特技》的资料（英文）
- 豆瓣电影上《成龙的特技》的資料 （简体中文）
- 爛番茄上《成龙的特技》的資料（英文）